# Koglerau
Koglerau är en kulle i Österrike.   Den ligger i distriktet Urfahr-Umgebung och förbundslandet Oberösterreich, i den nordöstra delen av landet, 160 km väster om huvudstaden Wien. Toppen på Koglerau är 693 meter över havet, eller 131 meter över den omgivande terrängen. Bredden vid basen är 2,0 km.
Terrängen runt Koglerau är huvudsakligen kuperad, men åt sydväst är den platt. Runt Koglerau är det tätbefolkat, med 683 invånare per kvadratkilometer.. Närmaste större samhälle är Linz, 5,8 km sydost om Koglerau. 
I omgivningarna runt Koglerau växer i huvudsak blandskog.